# Nizozemské Antily na zimních olympijských hrách
Nizozemské Antily na zimních olympijských hrách startovaly od roku 1988. Toto je přehled účastí, medailového zisku a vlajkonošů na dané sportovní události.

## Účast na Zimních olympijských hrách
| Dějiště ZOH            | ZOH      | Vlajkonoš       | Zlatá medaile | Stříbrná medaile | Bronzová medaile | Celkem |
| ---------------------- | -------- | --------------- | ------------- | ---------------- | ---------------- | ------ |
| 1988 Calgary           | ZOH 1988 | Dudley Stokes   |               |                  |                  | 0      |
| 1992 Albertville       | ZOH 1992 | Dudley den Dulk |               |                  |                  | 0      |
| 1994 Lillehammer       | ZOH 1994 |                 |               |                  |                  | Ne     |
| 1998 Nagano            | ZOH 1998 |                 |               |                  |                  | Ne     |
| 2002 Salt Lake City    | ZOH 2002 |                 |               |                  |                  | Ne     |
| 2006 Turín             | ZOH 2006 |                 |               |                  |                  | Ne     |
| 2010 Vancouver         | ZOH 2010 |                 |               |                  |                  | Ne     |
| Celkem                 | 2        |                 | 0             | 0                | 0                | 0      |
| Zdroj na Olympedia.org |          |                 |               |                  |                  |        |